# Simon Ungers
Simon Ungers (* 8. Mai 1957 in Köln; † 6. März 2006 in Hürth) war ein deutscher Architekt und Künstler.

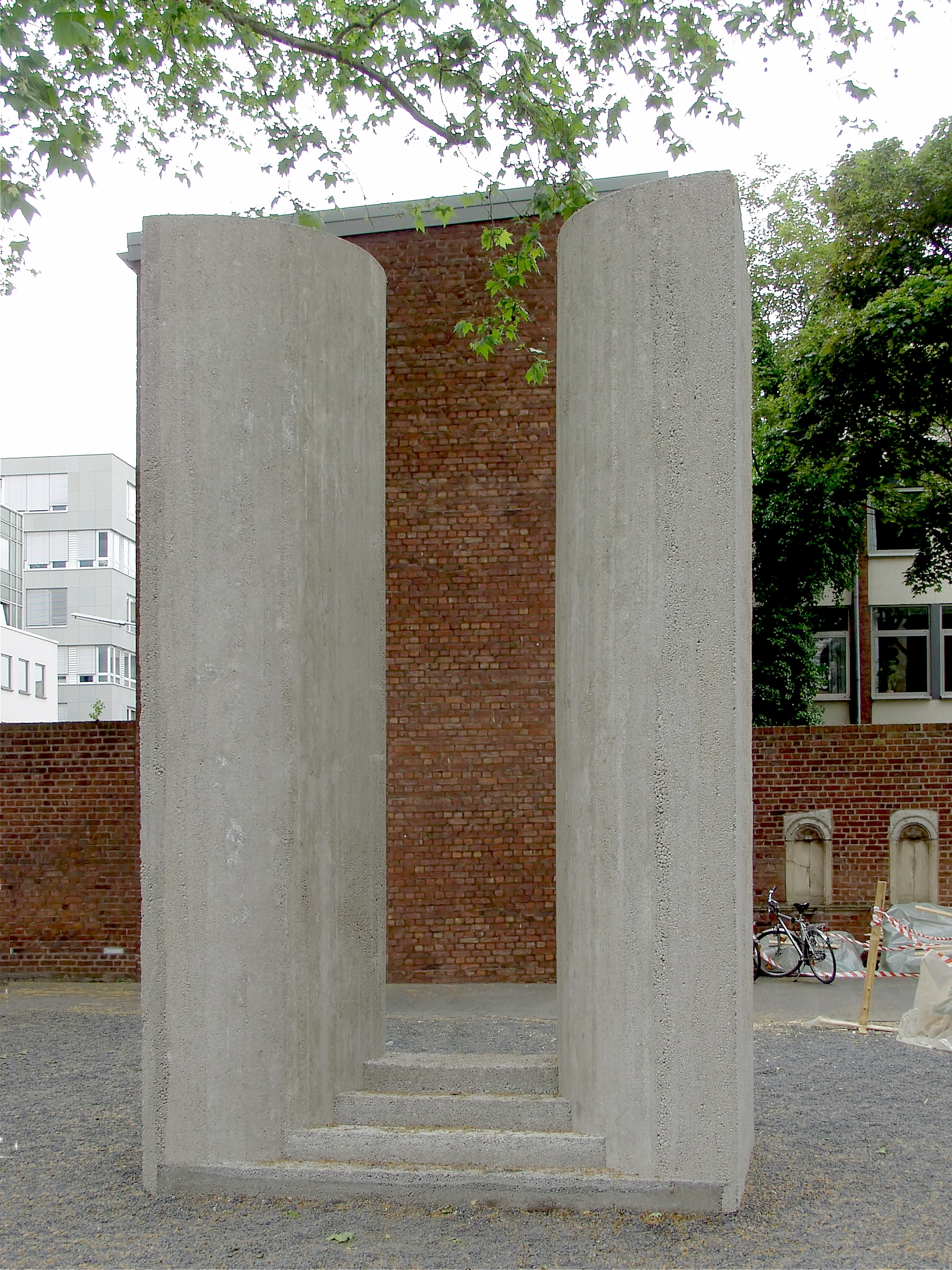
„Forum“ vor St. Peter in Köln (2008)

## Leben
Simon Ungers wurde 1957 als Sohn des Architekten Oswald Mathias Ungers und Liselotte Ungers geboren. 1967 zog die Familie in die Vereinigten Staaten, wo er die High School besuchte. Anschließend studierte er in den Jahren 1975 bis 1980 Architektur an der Cornell University in Ithaca, New York.
Simon Ungers lebte und arbeitete in New York und Köln, wo er sich an Wettbewerben des Büros O.M. Ungers beteiligte. Mit fünf realisierten Projekten in Partnerschaft mit UKZ (1980–2002) und einigen Wettbewerbserfolgen wurde er durch seine Stahl-Plastiken und Licht-Installationen bekannt. Neben Ausstellungen seiner Werke in Europa und den USA erzielte er internationale Aufmerksamkeit zusammen mit Thomas Kinslow mit dem Bau des „T-House“ (1988 – 1995), einem Privathaus aus COR-TEN-Stahl in Wilton, Saratoga County, New York, und dem „Cube-House“ (2000), einem Wochendhaus aus Schlackenbetonstein ("Cinder Blocks") in Ithaca, New York.
Von 1981 bis 1986 war er als Assistant Professor an der Syracuse University und von 1988 bis 1992 als Lehrbeauftragter am Rensselaer Polytechnic Institute in Troy tätig. Darüber hinaus lehrte er als Gastkritiker an der Harvard University, an der Cornell University sowie an der University of Maryland.
1994 gestaltet Ungers eine minimalistische Skulptur als integraler Bestandteil im Neubau der Residenz der Deutschen Botschaft Washington, "der das an die Empfangshalle angrenzende L-förmige Speisezimmer bei Bedarf in unterschiedlich große Räume teilt". Im gleichen Jahr erhielt er den Förderpreis des Landes Nordrhein-Westfalen.
1995 gewann sein Entwurf für das Holocaust-Mahnmal in Berlin unter 528 Arbeiten einen von zwei ersten Preisen. Die Jury bevorzugte später in einer Stichentscheidung den anderen erstprämierten Entwurf, gegen den sich jedoch Bundeskanzler Helmut Kohl aussprach. Schlussendlich wurde keiner der beiden Entwürfe realisiert und stattdessen ein neues, engeres Wettbewerbsverfahren eingeleitet.
Im Jahr 1999 verlegte Ungers seinen Wohnsitz nach Köln.
Simon Ungers starb am 6. März 2006 nach langer Krankheit mit 48 Jahren. Sein Grab befindet sich auf dem Alten Friedhof in Köln-Widdersdorf.

## Rezeption

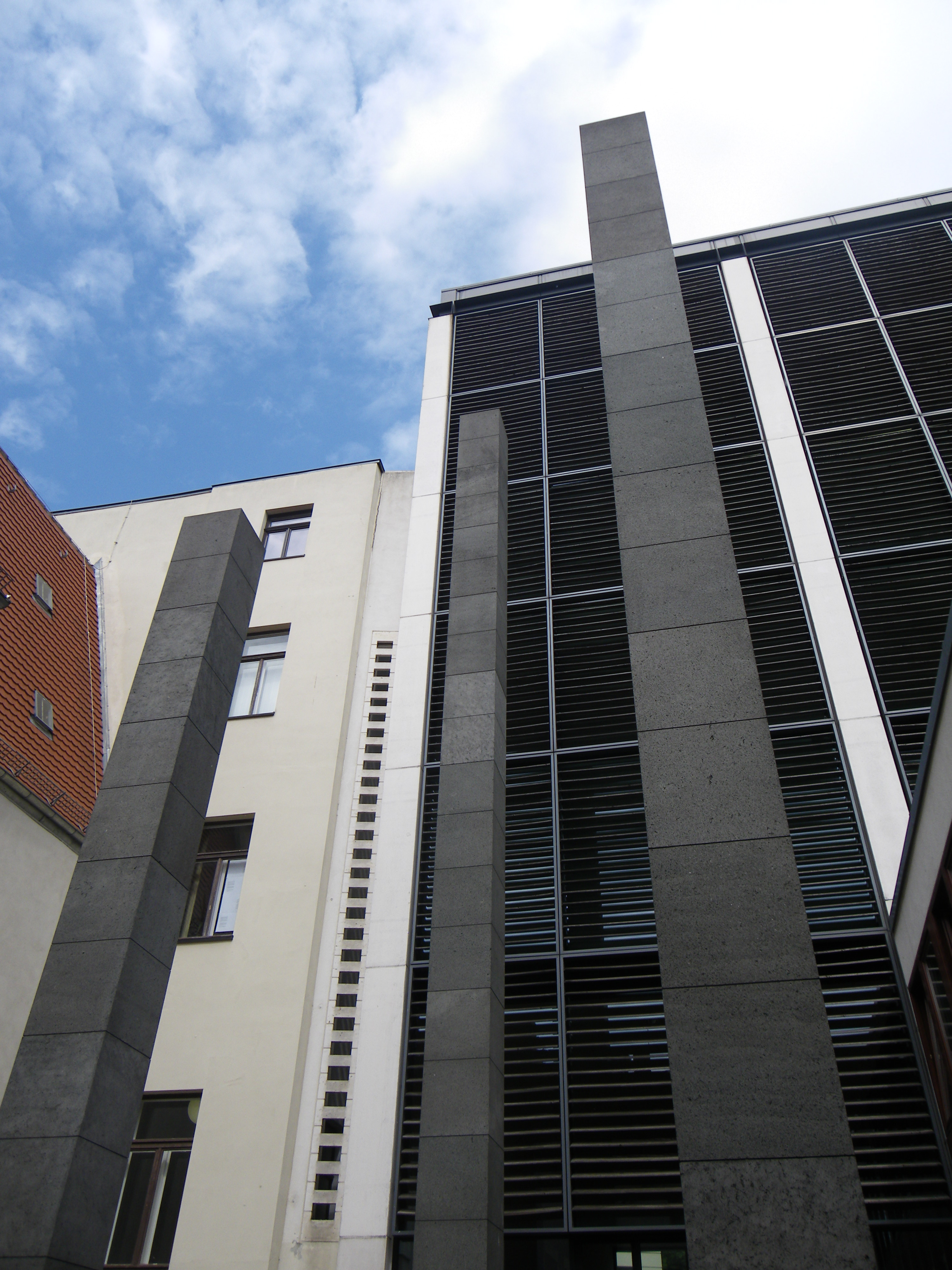
Drei Stelen (1998), Innenhof des Juridicums in Halle, Simon Ungers

Museen wie das Museum of Modern Art oder das San Francisco Museum of Modern Art haben Objekte des Künstlers in ihren Sammlungen.
Im November 2018 wurde vom Rat der Stadt Köln beschlossen, den modifizierten Wettbewerbsentwurf für das Denkmal für die ermordeten Juden Europas bzw. für die Gedenkstätte Topographie des Terrors in Köln-Müngersdorf zu realisieren. Das Mahnmal Wall von Simon Ungers ist zentraler Bestandteil eines Konzeptes für einen Gedenkort auf dem Gelände des ehemaligen Deportationslagers in Müngersdorf. Die Schwester des Künstlers, Sophia Ungers, entwickelte mit einem Landschaftsplaner und Designer, basierend auf dem Wall-Entwurf, einen Weg des Gedenkens, der das Lager im Fort V mit dem durch die Nationalsozialisten errichteten 200 m entfernten Barackenlager symbolisch verbindet.
Die Fertigstellung erfolgte im Januar 2020, die feierliche Eröffnung des Gedenkortes fand mit der Kölner Oberbürgermeisterin Henriette Reker am Sonntag, 15. März statt.

## Bauten

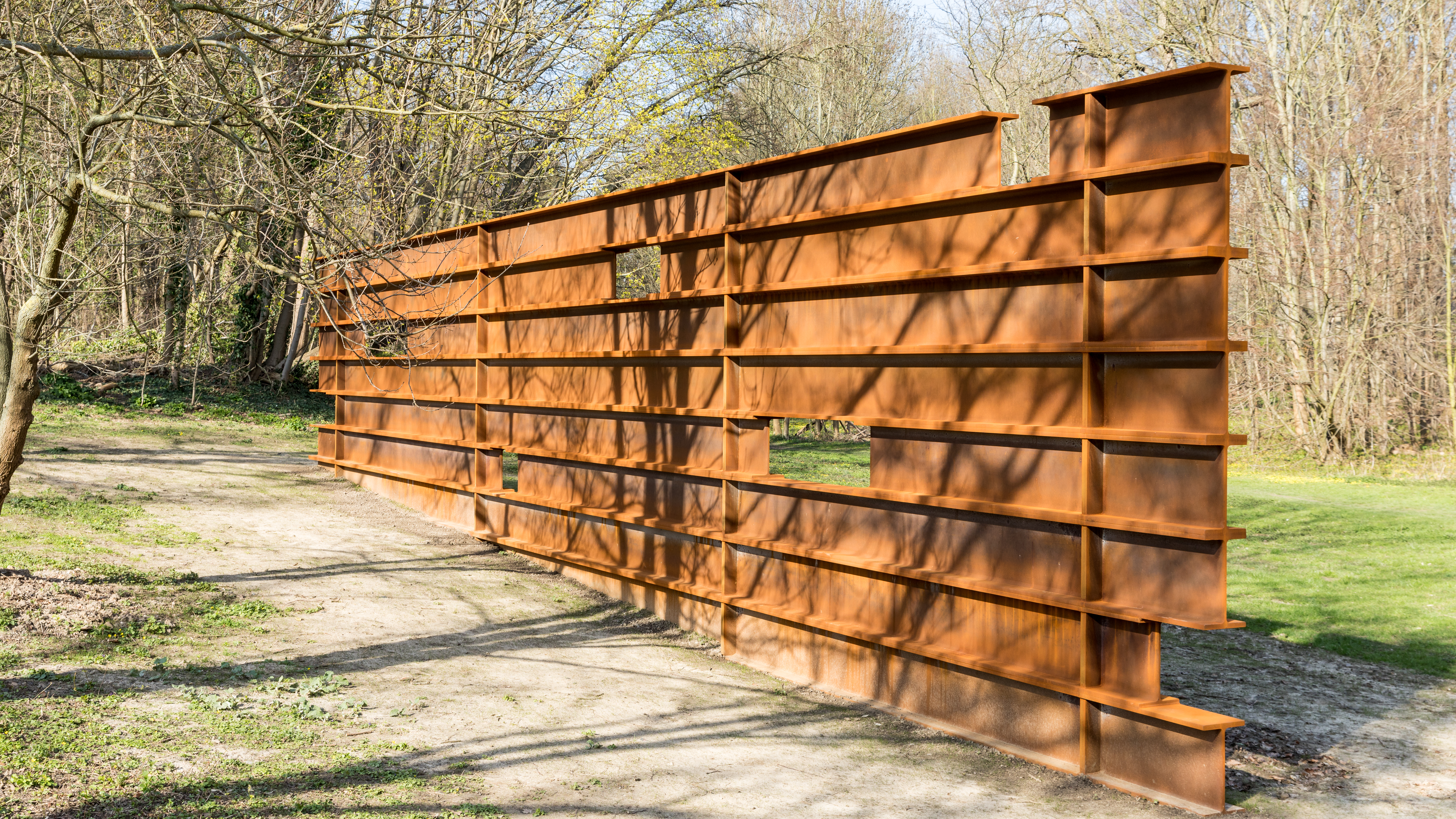
Gedenkort an das Deportationslager Köln-Müngersdorf, errichtet 2020 posthum nach Plänen von Simon Ungers

- 1982: "Hobbs Residence" in Lansing, Tompkins County N.Y.[19]
- 1983: "Herman J. Wiemer Vinyard Addition" in Dundee, Yates County, N.Y.[20]
- 1986: "Knee Residence" in Caldwell, N.J.[21]
- 1988-1995: "T-House" in Wilton, Saratoga County N.Y.[22]
- 1997-2000 "Cube-House" mit Matthias Altwicker in Ithaca, N.Y.[23]
- 1998: Platzanlage vor der Bibliothek der Universität zu Halle[24]
- 1999 Lichtskulptur „Monolith“ im Skulpturenpark Köln[25]
- 2001-2002 Einfamilienhaus in Remsenburg/Southampton (New York)[26]
- 2003 Skulptur „Forum“ St. Peter in Köln
- 2005 "Light Works", posthume Installation 2009, Gering & López Gallery, New York[27]
- 2006 "Casa Blanco" Totalán, Spanien, Entwurf Simon Ungers, Ausführungsplanung, Bauphase 2007-2008 Sven Röttger[28]